# Canadá nos Jogos Paralímpicos de Verão de 2004
Canadá participou dos Jogos Paralímpicos de Verão de 2004, que foram realizados na cidade de Atenas, na Grécia, entre os dias 17 e 28 de setembro de 2004. A delegação canadense conquista 72 medalhas (28 ouros, 19 pratas, 25 bronzes).